# Óscar Sánchez Zafra
Óscar Sánchez Zafra (1969 – 5 de junio de 2021) fue un actor español.

## Biografía
Integrado en varios grupos de teatro, participó en diversas producciones televisivas y en algunas películas cinematográficas.
Fue uno de los fundadores del Grupo de Teatro de Thiaso. Posteriormente trabajó en la Compañía Nacional de Teatro Clásico (CNTC) como director, músico y actor, donde participó en montajes como La vida es sueño, La verdad sospechosa o El perro del hortelano.
Zafra también protagonizó varias series de televisión, entre ellas: Viva la Banda (1996), Querido Maestro (1997-1998), La víctima número 8 (2014), El Porvenir es largo (2009), La República (2011), Marsella (2014) y Kosta El Paraíso (2020).
La carrera cinematográfica de Zafra comenzó en 1989 como parte de Si me las dan me las tomo. Posteriormente protagonizó: El mundo alrededor (2005), la película de terror Rec 2 (2009); la película dramática Flow (2014), y Maras (2019).